# Nashville Pussy
Nashville Pussy é uma banda estadunidense de hard rock nomeada ao Grammy. A banda surgiu em Atlanta, na Geórgia. Muito de seus sons falam sobre sexo, drogas, bebedeiras, brigas e também sobre rock and roll. Suas músicas não são o que é tradicionalmente considerada "amigas da rádio", devido ao uso frequente de terminologia vulgar por parte dos integrantes. A banda já excursionou duas vezes pelo Brasil, em 2007, com a baixista Karen Cuda, e em 2013, com Bonnie Buitrago no baixo.

## Membros
- Blaine Cartwright - vocal / guitarra
- Ruyter Suys - guitarra principal
- Jeremy Thompson - bateria
- Bonnie Buitrago - baixo

## Discografia

### Let Them Eat Pussy -1998
1. Snake Eyes
2. You're Goin' Down
3. Go Motherfucker Go
4. I'm The Man
5. All Fucked Up
6. Johnny Hotrod
7. 5 Minutes To Live
8. Somebody Shoot Me
9. Blowin' Smoke
10. First I Look At The Purse
11. Eat My Dust
12. Fried Chicken And Coffee

### High As Hell -2000
1. Struttin Cock
2. Shoot First And Run Like Hell
3. She's Got The Drugs
4. Wrong Side Of A Gun
5. Piece Of Ass
6. High As Hell
7. You Ain't Right
8. Go To Hell
9. Rock 'n' Roll Outlaw
10. Let's Ride
11. Blowjob From A Rattlesnake
12. Drive

### Say Something Nasty -2002
1. Words of Wisdom
2. Say Something Nasty
3. Gonna Hitchhike Down To Cincinnati And Kick The Shit Outta Your Drunk Daddy
4. You Give Drugs A Bad Name
5. The Bitch Just Kicked Me Out
6. Keep On Fuckin'
7. Jack Shack
8. Keep Them Things Away From Me
9. Here's To Your Destruction
10. Let's Get The Hell Outta Here
11. Slow Movin' Train
12. Beat Me Senseless
13. Can't Get Rid Of It
14. Rock N Roll Hoochie Coo
15. Outro

### Keep On Fuckin' - Live in Paris -2003
1. Nashville Pussy - Let's Ride
2. Headbangers
3. Shine A Light
4. Let It Be
5. Another One Bites the Dust'
6. You Can't Always Get What You Want
7. Menino Bonito
8. Only Rock and Roll
9. Love Of My Life
10. Live at the O2
11. Doom and Gloom
12. Ninguém Te Ama Como Eu
13. Gimme Shelter
14. Joan Baez
15. Love of my life

### Get Some -2005
1. Pussy Time
2. Come On, Come On
3. Going Down Swinging
4. Good Night For A Heart Attack
5. Hate and Whisky
6. Lazy White Boy
7. Hell Ain't What It Used To Be
8. One Way Down
9. Raisin' Hell Again
10. Atlanta's Still Burnin'
11. Nutbush City Limits
12. Meaner Than My Mama
13. Snowblind

### From Hell to Texas -2009
1. Speed Machine
2. From Hell To Texas
3. Drunk Driving Man
4. Lazy Jesus
5. I'm So High featuring Danko Jones
6. Ain't Your Business
7. Dead Men Can't Get Drunk
8. Late Great USA
9. Pray for The Devil
10. Why Why Why
11. Stone Cold Down
12. Give Me A Hit Before I Go

### Up The Dosage -2014
1. Everybody's Fault But Mine
2. Rub It To Death
3. Till The Meat Falls Off The Bone
4. The South's Too Fat To Rise Again
5. Before The Drugs Wear Off
6. Spent
7. Beginning Of The End
8. Up The Dosage
9. Taking It Easy
10. White And Loud
11. Hooray For Cocaine, Hooray For Tennessee
12. Pillbilly Blues
13. Pussy's Not A Dirty Word

## Curiosidades
- A banda inicialmente se chamaria "Hell's Half-Acre".
- O vocalista Blaine Cartwright é casado com a guitarrista Ruyter Suys.
- Uma música da banda intitulado "Snake Eyes" (em português: Olhos de Cobra) foi apresentado no jogo Rogue Trip para o Playstation.
- Uma música da banda chamado "Come On, Come On, Come On" foi apresentado no jogo Jackass the Game.